# Sabinijan, papa
Sabinijan je bio papa od 604. do 606.
Potječe iz Blere pored Viterba. Sin je nekog Bona, a godina njegova rođenje je nepoznata. 
Papa Grgur I. ga je poslao kao apokrizijara tj. apostolskog nuncija u Carigrad 593. godine, ali ga je već 595. godine povukao s dužnosti, jer nije dovoljno odlučno slijedio papino gledište, a nije ni spriječio carigradskog patrijarha, da uzme naslov ekumenskog patrijarha. 
Nakon misije u Galiji, te obnašanja svih crkvenih dužnosti, imenovan je za nasljednika pape Grgura Velikog 604. godine, no morao je čekati potvrdu cara Foke, pa je službeno preuzeo dužnost tek 13. rujna 604. Kritizirali su ga jer je kao papa zadržao svoje nekršćansko ime. 
Posredovao je vjerojatno za mir između ravennskog egzarha Smaragda i langobardskog kralja Agilulfa. Kada je izbila glad, prodavao je žito iz papinskih žitnica, iako su ga njegovi prethodnici dijelili besplatno, pa je bio omrznut. Nisu poznate okolnosti u kojima je preminuo 22. siječnja 606., no njegovo su tijelo morali prenijeti iz Laterana u Crkvu Svetog Petra da ga zaštite od bijesne gomile. 
Pripisuje mu se uvođenje zvonjenja crkvenih zvona prilikom slavljenja euharistije.